# Лонг-Айленд (остров, Папуа — Новая Гвинея)
Лонг-Айленд (англ. Long Island) — вулканический остров у северного берега Папуа — Новой Гвинеи. Административно входит в состав провинции Маданг региона Момасе.

## География
Остров Лонг-Айленд находится в Новогвинейском море и отделён от острова Новая Гвинея проливом Витязь. Входит в архипелаг Бисмарка. Площадь острова составляет 414 км². Наивысшая точка, гора Маунт-Дови, достигает высоты в 1280 м. Центр острова занимает озеро Уиздом глубиной до 23 метров, находящееся в гигантском вулканическом кратере размером 10 × 12,5 километра. Наиболее крупное поселение — Малала, на севере острова.
Остров вулканического происхождения; три последних крупнейших извержения произошли здесь 16 000, 4000 и 300 лет назад.

## История
Остров Лонг-Айленд был открыт экспедицией Абеля Тасмана в 1643 году. Во время Второй мировой войны он был занят японскими войсками. В декабре 1943 года был освобождён американским десантом.